# 萨尔图-韦洛苏
萨尔图-韦洛苏是巴西圣卡塔琳娜州的一个市镇。总面积105.042平方公里，总人口4172人，人口密度39.7人/平方公里。